# Louvre – Rivoli metróállomás
A Louvre – Rivoli egy föld alatti metróállomás Franciaországban, Párizsban a párizsi metró 1-es vonalán. Tulajdonosa és üzemeltetője a RATP.

## Nevezetességek a közelben
- Louvre

## Metróvonalak
Az állomást az alábbi metróvonalak érintik:
- 1-es metróvonal

## Kapcsolódó állomások
A metróállomáshoz az alábbi állomások vannak a legközelebb:
- Palais Royal-Musée du Louvre (La Défense, 1-es metróvonal)
- Châtelet (Château de Vincennes, 1-es metróvonal)